# Américo do Couto Oliveira
D. Américo do Couto Oliveira ComC • ComIH foi um prelado português.

## Biografia
Sendo ainda apenas Padre, a 18 de Abril de 1962 foi feito Comendador da Ordem Militar de Cristo e a 9 de Junho de 1965 foi feito Comendador da Ordem do Infante D. Henrique.
Foi 65.º Bispo de Lamego de 1995 a 1998.